# Wingate
Wingate är en by och en civil parish i kommunen Durham i England. Orten har 4 168 invånare (2011).